# A Place with No Name
Singles de Michael Jackson
Love Never Felt So Good
(2014)
Pistes de Xscape
Loving You Slave To The Rhythm
A Place with No Name est un single de Michael Jackson sorti en 2014 et extrait de l'album Xscape. Il s'agit d'une version retravaillée d'un titre enregistré en 1998 par Michael Jackson durant les sessions de l'album Invincible (titre qui figure dans l'édition deluxe d'Xscape).
A Place with No Name est une adaptation de A Horse With No Name (1972) du groupe America.

## Clips
Le 13 août 2014, le clip de A Place with No Name est le premier clip à être diffusé en exclusivité sur le réseau social Twitter. Il fut également diffusé sur l'écran de Sony à Times Square (New York). Il a été mis en ligne sur la page VEVO de Michael Jackson le jour d'après. Il a pour thème une rencontre chorégraphiée entre un homme et une femme (joués par les danseurs Alvester Martin et Danielle Acoff) dans un endroit désertique (en référence à la chanson d'origine d'America). On y voit également des images de Michael Jackson extraites du clip In the Closet (dont l'action se déroule dans une hacienda située également dans une région aride).
Un second clip (d'une durée de 8 min) fut dévoilé sur la page VEVO de Michael Jackson le 28 août 2014 mettant en scène des danseurs de la troupe Michael Jackson ONE du Cirque Du Soleil. Ces derniers exécutent des chorégraphies dans différents endroits (désert, bar, scène d'une salle de spectacle).

## Divers
- 24 secondes de la version originale du titre ont été révélées par le site TMZ le 16 juillet 2009 en hommage au chanteur disparu le 25 juin. La version entière de la chanson a été révélée sur internet le 3 décembre 2013.